# Осиновка (Дальнеконстантиновский район)
Оси́новка — деревня в Дальнеконстантиновском районе Нижегородской области, входит в состав Малопицкого сельсовета.

## Этимология
Название деревни указывает на характер окружающего поселения леса — осинник.

## География
Деревня находится на берегу узкой реки (бассейн реки Серёжа), на расстоянии 16 км к юго-востоку от посёлка городского типа Дальнее Константиново, административного центра района, и 71 км к юго-востоку от города Нижний Новгород, административного центра района. Абсолютная высота — 193 м над уровнем моря.

### Часовой пояс
Деревня Осиновка, как и вся Нижегородская область, находится в часовой зоне МСК (московское время). Смещение применяемого времени относительно UTC составляет +3:00.

## Население
| 2002 | 2010 |
| ---- | ---- |
| 5    | ↘0   |